# Guilly (Indre)
Guilly település Franciaországban, Indre megyében. Lakosainak száma 239 fő (2022. január 1.). Guilly Aize, Buxeuil, La Chapelle-Saint-Laurian, Fontenay, Orville, Rouvres-les-Bois és Saint-Florentin községekkel határos.

## Népesség
A település népességének változása:
| Lakosok száma | 329  | 259  | 252  | 241  | 245  | 243  | 244  | 247  | 249  | 239  |
|               | 1968 | 1982 | 1990 | 2006 | 2013 | 2015 | 2017 | 2019 | 2020 | 2022 |